# Cục Cửa khẩu, Quân đội nhân dân Việt Nam
Cục Cửa khẩu trực thuộc Bộ Tư lệnh Bộ đội Biên phòng Việt Nam thành lập ngày 04 tháng 03 năm 2009 là cơ quan đầu ngành quản lý và bảo đảm an toàn Cửa khẩu cấp chiến lược của Quân đội nhân dân Việt Nam.

## Lãnh đạo hiện nay
- Cục trưởng: Thiếu tướng Đỗ Ngọc Toàn
- Phó Cục trưởng: Đại tá Lương Tiến Dũng
- Phó Cục trưởng: Đại tá Lê Anh Tuấn
- Phó Cục trưởng: Đại tá Nguyễn Thành Đính

## Tổ chức
-Phòng Cửa khẩu bộ 
-Phòng Cửa khẩu cảng
-Trung tâm chỉ huy xuất nhập cảnh 
-Ban Chính trị
-Phòng Tham mưu-Kế hoạch
-Ban Hậu cần

## Cục trưởng qua các thời kỳ
- 2009-2013, Ngô Thái Dũng, Thiếu tướng (2010), nay là Cục trưởng Cục Phòng chống tội phạm Ma túy
- 2013-2017, Lê Thanh Tùng, Thiếu tướng (2013)
- 2017- 2019, Lê Văn Phúc, Thiếu tướng (2019)
- 2019-nay: Đỗ Ngọc Toàn, Thiếu tướng (2024), nguyên Chỉ huy trưởng Bộ Chỉ huy Bộ đội Biên phòng tỉnh Sơn La, nguyên Phó Cục trưởng Cục Phòng, chống ma tuý và tội phạm